# Ardes
Ardes är en kommun i departementet Puy-de-Dôme i regionen Auvergne-Rhône-Alpes i centrala Frankrike. Kommunen ligger i kantonen Ardes som tillhör arrondissementet Issoire. År 2022 hade Ardes 599 invånare.

## Befolkningsutveckling
Antalet invånare i kommunen Ardes
| Referens: INSEE |